# Mbuluzana
Koordinaten: 26° 21′ S, 31° 31′ O
Mbuluzana ist ein Ort in Eswatini. Er liegt im Zentrum des Landes und gehört zur Region Manzini. Der Ort liegt etwa 498 Meter über dem Meeresspiegel.

## Geographie
Mbuluzana liegt am White Mbuluzi zwischen Mafutseni und Luve an der Fernstraße MR5, die von Süden nach Nordosten verläuft.